# Азем Шкрели
Азем Шкрели (на албански: Azem Shkreli) е косовски албански литературен критик, драматург, филмов продуцент и режисьор, поет и писател, автор на произведения в жанра лирика и драма.

## Биография и творчество
Азем Шкрели е роден на 10 февруари 1938 г. в село Шкрели в планината Ругова край Печ (Косово), Кралство Югославия (днес в Косово). Когато е двегодишен умира майка му и той е отгледан и възпитан от баба си, която също почива, когато той малко момче. Получава основно образование в село Накел, а през 1961 г. завършва гимназия в Прищина. Следва албански език и литература във Философския факултет на Университета в Прищина, който завършва през 1965 г.
Като студент започва да пише за всекидневника „Рилинджа“ и е секретар на Косовския писателски съюз. В периода 1960 – 1975 г е директор на Националния театър на Косово (тогава Народен провинциален театър). Известно време е член на изпълнителния съвет на Съюза на писателите на Югославия. През 1975 г. става основател и директор на компанията за филмова продукция, разпространение и прожекция „Kosovafilmi“, пост, който заема до уволнението му от новата сръбска администрация през 1991 г. В последните си години се занимава със защита на човешките права.
С литературното си творчество се появява през 50-те и с поезията си поставя поетични върхове в албанската литература. Първата му книга, стихосбирката „Bulzat“ (Пъпките), е издадена през 1960 г., а втората му стихосбирка „Engjujt e rrugëve“ (Уличните ангели) е издадена през 1963 г.
Първият му роман „Karvani I bardhë“ (Белият керван) е публикуван през 1961 г., а през 1963 г. е публикуван в Белград в превод на сръбски език.
Първите му стихове са посветени на ежедневието на планинските жители. С течение на времето се посвещава на ангажирана поезия, посвещавайки я на проблемите на преследваните хора. Освен това пише романи, разкази, сценарии за филми и есета.
В продължение на много години е президент на Косовския писателски съюз.
Азем Шкрели умира от инфаркт на 27 май 1997 г. в Прищина, Република Косово.
На негово име е кръстена държавната награда, връчвана от министър-председателя на Косово на творци и учени за постижения през целия живот.

## Произведения

### Поезия
- Bulzat (1960)
- Engjujt e rrugëve (1963)
- E di një fjalë prej guri (1969)
- Nga Bibla e heshtjes (1975)
- Pagëzimi i fjalës (1981)
- Nata e papagajve (1990)
- Lirikë me shi (1994)
- Zogj dhe gurë (1997)

### Проза
- Karvani i bardhë (1961) – роман
- Sytë e Evës (1975) – сборник разкази
- Muri përfundi shqipes Shtatë ()

### Пиеси
- Fosilet (1968)
- Varri i qyqes (1983)

### Екранизации
- 1973 Hleb – тв филм
- 1974 Brigada e VII e Kosovës – документален
- 1976 Hleb, so i srce – късометражен
- 1979 Kur pranvera vonohet
- 1980 Kur pranvera vonohet – тв мини сериал
- 1988 Rojet e mjegulles
- 1990 Migjeni – тв филм